# Rechsteineria faucialis
Rechsteineria faucialis là một loài thực vật có hoa trong họ Tai voi. Loài này được (Lindl.) Kuntze miêu tả khoa học đầu tiên năm 1891.